# Rozdol, Holovanivsk
Rozdol (în ucraineană Роздол) este o comună în raionul Holovanivsk, regiunea Kirovohrad, Ucraina, formată numai din satul de reședință.

## Demografie
Componența lingvistică a comunei Rozdol
     Ucraineană (94,42%)
     Rusă (3,16%)
     Română (2,23%)
     Alte limbi (0,19%)
Conform recensământului din 2001, majoritatea populației comunei Rozdol era vorbitoare de ucraineană (94,42%), existând în minoritate și vorbitori de rusă (3,16%) și română (2,23%).